# Vendophyceae
Vendophyceae, fosilni biljni razred opisan 1986.. Pripadnost diviziji još nije ustanovljena. 
Sastoji se od tri razreda sa 13 vrsta.
Vendophyceae je skupina višestaničnih fosilnih algi poznatih iz ediakarija (kasni prekambrij). Članovi ovog razreda uključuju vrpčaste Vendotaeniales i komprimirane cjevaste Archyfasma (Gnilovskaya 2003).
Karakteristike (iz Gnilovskaya 2003): Talus (fitoleim) megaskopski, nemineraliziran, višestanični. Talu poput vrpce, komprimiran, cjevast, ravan ili razgranat, formiran od staničnih tkiva. Sporangiju u uzdužnim redovima.

## Redovi
1. Archyfasmales M.B.Gnilovskaja	3
2. Eoholyniales M.B.Gnilovskaja	5
3. Vendotaeniales 5